# The Birthday Party (Motörhead)
The Birthday Party è un video live della band heavy metal britannica Motörhead, uscito nel 1986 per celebrare il 10º anniversario della band, nel concerto svoltosi il 26 giugno 1985 al Hammersmith Odeon di Londra, Regno Unito.
Per festeggiare i dieci anni di attività salgono sul palco anche altri musicisti, come gli ex-Motörhead e il bassista dei Thin Lizzy Phil Lynott, che eseguono una versione devastante dell'ultima traccia Motörhead.
La versione DVD è uscita nel 2003.

## Tracce
1. Iron Fist
2. Stay Clean
3. The Hammer
4. Metropolis
5. Mean Machine
6. On The Road
7. Killed by Death
8. Ace of Spades
9. Steal Your Face
10. Nothing Up My Sleeve
11. (We Are) The Road Crew
12. Bite The Bullet
13. The Chase Is Better Than The Catch
14. No Class
15. Overkill
16. Bomber
17. Motörhead

## Formazione
- Lemmy Kilmister - basso, voce
- Phil Campbell - chitarra
- Würzel - chitarra
- Pete Gill - batteria

### Ospiti speciali
- "Fast" Eddie Clarke - chitarra
- Brian "Robbo" Robertson - chitarra
- Larry Wallis - chitarra
- Phil "Philthy Animal" Taylor - batteria
- Lucas Fox - batteria
- Phil Lynott -  basso